# Christine Hoppe
Christine Hoppe (* 2. November 1968 in Dresden) ist eine deutsche Schauspielerin.

## Leben
Christine Hoppe ist die Tochter des Schauspielers Rolf Hoppe. Sie studierte von 1985 bis 1989 an der Hochschule für Schauspielkunst Ernst Busch in Berlin, anschließend folgte ihr erstes Engagement am Theater Chemnitz. Seit 1991 ist sie am Staatsschauspiel Dresden engagiert.
Christine Hoppe lebt in Dresden und hat zwei Töchter (Zwillinge) mit dem Schauspieler Sven Martinek.

## Auszeichnung
- 2006 Erich-Ponto-Preis

## Filmografie (Auswahl)
- 1989: Der Staatsanwalt hat das Wort – Wegen Todesfall geschlossen (Fernsehserie)
- 1999: Letzter Atem (Fernsehfilm)
- 2004: Die Blindgänger
- 2008: Der Mond und andere Liebhaber
- 2011: Der Turm (Fernsehfilm)
- 2014: Krähenzeit
- 2015: Das richtige Leben
- 2018: Whatever Happens Next